# 在日ベネズエラ人
在日ベネズエラ人（ざいにちベネズエラじん）は、日本に一定期間在住するベネズエラ国籍の人々である。

## 統計
日本の法務省の在留外国人統計によると、2023年12月末時点で在日ベネズエラ人は583人である。
在留資格別（6位まで）
| 順位 | 在留資格                 | 人数 |
| ---- | ------------------------ | ---- |
| 1    | 技能                     | 147  |
| 2    | 永住者                   | 136  |
| 3    | 日本人の配偶者等         | 71   |
| 4    | 家族滞在                 | 69   |
| 5    | 技術・人文知識・国際業務 | 50   |
| 6    | 定住者                   | 39   |

都道府県別（5位まで）
| 順位 | 都道府県 | 人数 |
| ---- | -------- | ---- |
| 1    | 東京     | 95   |
| 2    | 茨城     | 46   |
| 3    | 愛知     | 46   |
| 4    | 滋賀     | 46   |
| 5    | 神奈川   | 45   |

## 著名人

### プロ野球選手
- エドガルド・アルフォンゾ
- エドウィン・エスコバー
- フランシスコ・カラバイヨ
- ダーウィン・クビアン
- エンリケ・ゴンザレス
- ルイス・ゴンザレス
- ロベルト・スアレス
- エンジェルベルト・ソト
- エディソン・バリオス
- ロベルト・ペタジーニ
- ホセ・マラベ
- ボビー・マルカーノ
- エルネスト・メヒア
- カルロス・リベロ
- ホセ・ロペス
- レビ・ロメロ

### バスケットボール選手
- グレゴリー・エチェニケ

### 総合格闘家
- マキシモ・ブランコ

### プロボクサー
- ホルヘ・リナレス
- ファン・ランダエタ

### 芸能人
- ラウール(Snow Man)